# 濱海粗指鰧
濱海粗指鰧（學名：Dactylagnus mundus），為輻鰭魚綱䲁形目指鰧科粗指鰧屬的一個種，分布於中東太平洋墨西哥下加利福尼亞州、加利福尼亞灣北部至巴拿馬，包括加拉巴哥群島海域，深度0至15公尺，本魚身體扁平，向尾部逐漸變細，頭部大、深，前部鈍圓，下頜不尖，上唇有12-21個流蘇狀突起，眼無柄，鼻孔管狀，鰓蓋上角有8-17個細長皮瓣，胸鰭基部寬長，有14-16條鰭條，尾鰭有10條分支鰭條，尾基下方無缺口，側線連續，在第6-8根背棘下方向下彎曲，體色多變，上體淺棕褐色至褐色，有斑點，無明顯的橫帶或斑塊；下體白色，腹部和頭部側面銀色，眼與背鰭之間有4-5條不明顯的橫帶，或有斑點，或有密集的網紋，口內有色素沉澱，背、尾部和上胸有斑點，背鰭硬棘20枚、背鰭軟條31枚、臀鰭硬棘2枚、臀鰭軟條35-41枚，體長可達15公分，棲息在近岸有遮蔽的沙底質海域，生活習性不明。